# Байшу-Алентежу

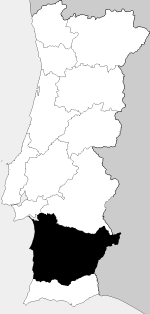
Ба́йшу Аленте́жу

Ба́йшу-Аленте́жу (порт. Baixo Alentejo) — историческая провинция Португалии, центр — город Бежа. Образованна в 1936. Была ликвидированна после принятия конституции 1976 года.
Граничила на севере с Алту-Алентежу, на северо-западе с провинцией Эштремадура, на востоке с Атлантическим океаном, на юге с Алгарви, на востоке с Испанией.

## Муниципалитеты
- Алкасер-ду-Сал
- Алжуштрел
- Алмодовар
- Алвиту
- Барранкуш
- Бежа
- Каштру-Верде
- Куба
- Феррейра-ду-Алентежу
- Грандола
- Мертола
- Мора
- Одемира
- Орике
- Сантьягу-ду-Касен
- Серпа
- Синеш
- Видигейра